# L'Arc-en-ciel (Varsovie)
Pour les articles homonymes, voir Arc-en-ciel (homonymie).
L'Arc-en-ciel (polonais: Tęcza) est un monument situé Plac Zbawiciela, dans l'arrondissement de Śródmieście à Varsovie (Pologne), inauguré le 8 juin 2012. C'est un symbole d'alliance, d'amour, de paix, d'espoir mais aussi d'émancipation des mouvements LGBT.

## Histoire et description

### Histoire
La création de l'Arc-en-ciel est issu des célébrations de la Présidence polonaise du Conseil de l'Union européenne en 2011, au nom de l'Institut Adam Mickiewicz. Le monument ainsi créé est un arc multicolore de 9 m de haut et 26 m de large, inspiré d'un arc-en-ciel. Il est composé de 16 000 fleurs artificielles de 6 couleurs différentes fixées sur un ensemble métallique.
Du 4 septembre 2011 au 8 juin 2012, cette œuvre a été installée sur la place qui fait face au Parlement européen à Bruxelles, puis elle a été déplacée et installée à Varsovie, Place du Sauveur.

### Symbolique
Interrogée à la suite d'un incendie de l'œuvre en 2013, l'artiste Julita Wojcik déclare qu'elle « symbolise beaucoup de choses, que l'arc-en-ciel apparaît grâce au soleil après la pluie ». Son retour est voulu pour le 17 mai 2013, lors de la Journée mondiale de lutte contre l'homophobie.
L'Arc-en-ciel représente la lutte contre les discriminations des LGBT et l'égalité des droits des minorités sexuelles.

### Controverse
La présence de ce monument à proximité immédiate de l'Église de Saint-Sauveur a suscité une controverse et des protestations en Pologne.
En mars 2013, Olga Johann (PiS), membre du Conseil municipal de Varsovie a proposé le transfert de cette œuvre ailleurs du fait de sa proximité d'un édifice religieux.
Depuis son installation, le monument a été l'objet de 7 incendies.

### Soutien de la maire deVarsovie
À la suite de l'incendie du monument par le Mouvement national le 11 novembre 2013, la maire de Varsovie Hanna Gronkiewicz-Waltz (PO) réaffirme son soutien total à ce monument et à sa reconstruction: « Combien de fois aurons-nous à le reconstruire? Autant de fois qu'il le faudra ! Ne serait-ce que pour trois jours ou pour trois ans, nous serons toujours là pour sa reconstruction parce que nous ne pouvons pas admettre que quelqu'un de mauvaise foi puisse se comporter ainsi et détruire les biens publics ».

## Chronologie
- 8 juin 2012 : installation de l'Arc-en-ciel sur la Place du Sauveur.
- 12 octobre 2012 : 1er incendie contre le monument (le responsable a pu être arrêté)[8].
- Réveillon de la Saint-Sylvestre de 2012 : l'Arc-en-ciel est incendié à la suite d'un feu d'artifice[9].
- 4 janvier 2013 : 3e incendie, seule la moitié de l'œuvre a subi des dégâts[10].
- 24 juillet 2013 : l'Arc-en-ciel est incendié en début de matinée, connaissant son 4e incendie[11].
- Octobre 2013 : reconstruction de l'œuvre et amélioration de la qualité des fleurs composant le monument. Les fleurs artificielles sont inflammables, le coût des travaux s'élève à 64 000 zł[12].
- 11 novembre 2013 : à l'occasion de la fête nationale de l'indépendance, des militants nationalistes du Mouvement national détruisent et incendient l'arc-en-ciel [13].
- 12 novembre 2013 : en réaction au 5e incendie du monument, des polonais (en présence de la chanteuse Edyta Górniak) viennent déposer des fleurs en signe de protestation contre les violences faites à cette œuvre[14].
- 12 février 2014 : Malgré les protestations du Mouvement national, l'œuvre est reconstruite dans son intégralité[15].
- 7 août 2014 : 6e incendie, brûlant 5 m de l'Arc-en-ciel[16].
- 7 décembre 2014 : 7e incendie, le feu a cependant été éteint rapidement par la police et le responsable de 25 ans arrêté[17].

## Galerie

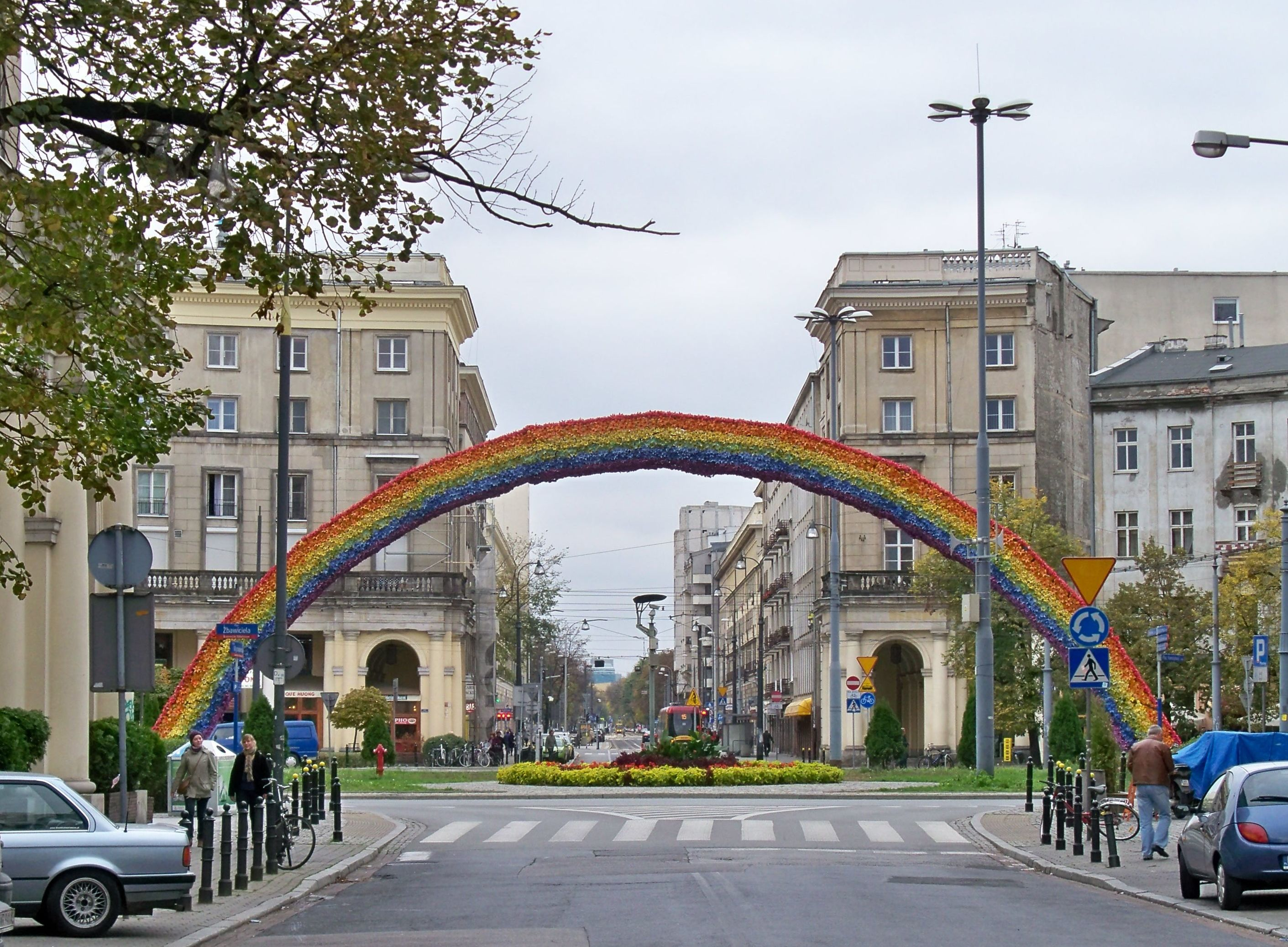
L'Arc-en-ciel vu de l'avenue Wyzwolenia.
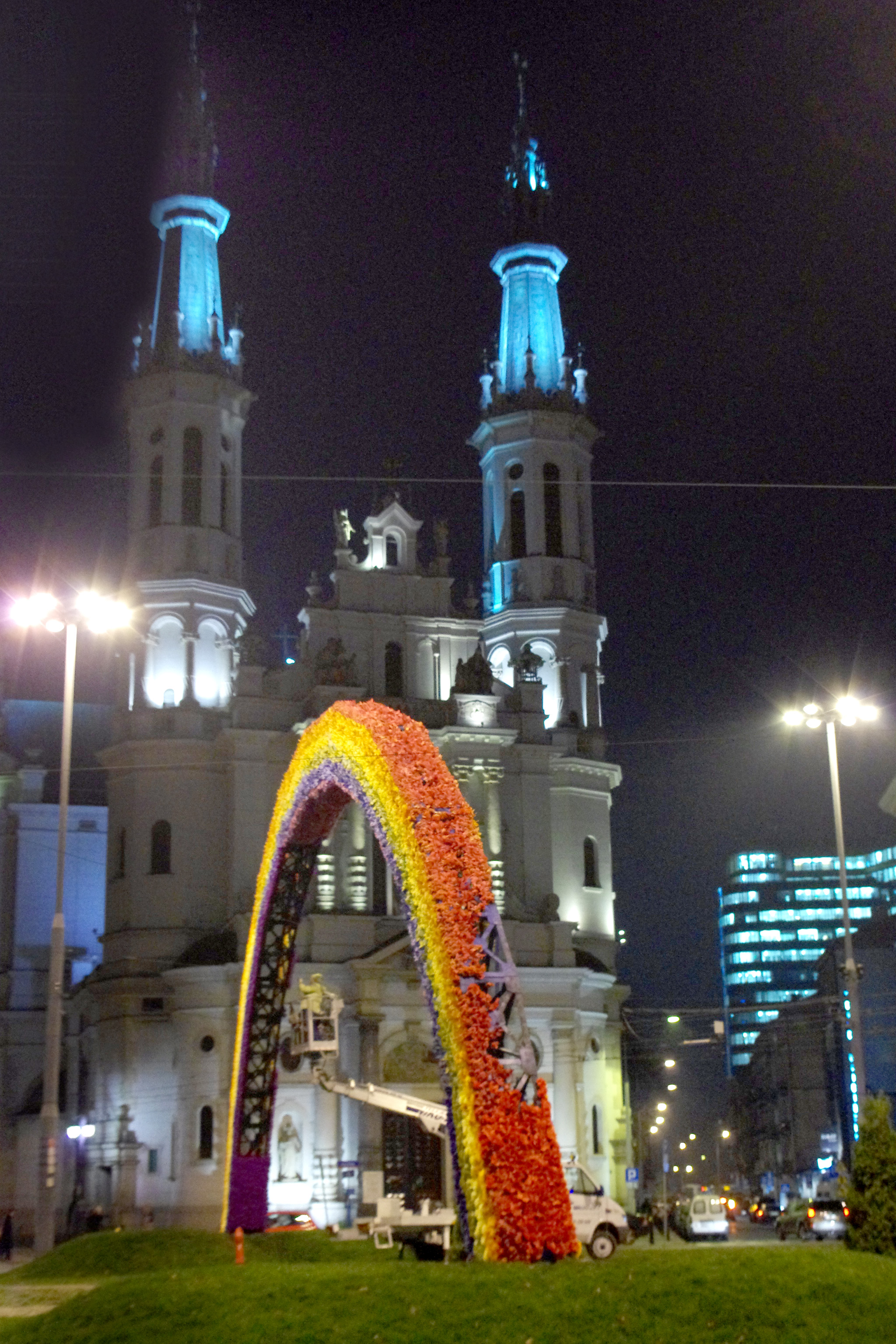
Vu de l'Église Saint-Sauveur.
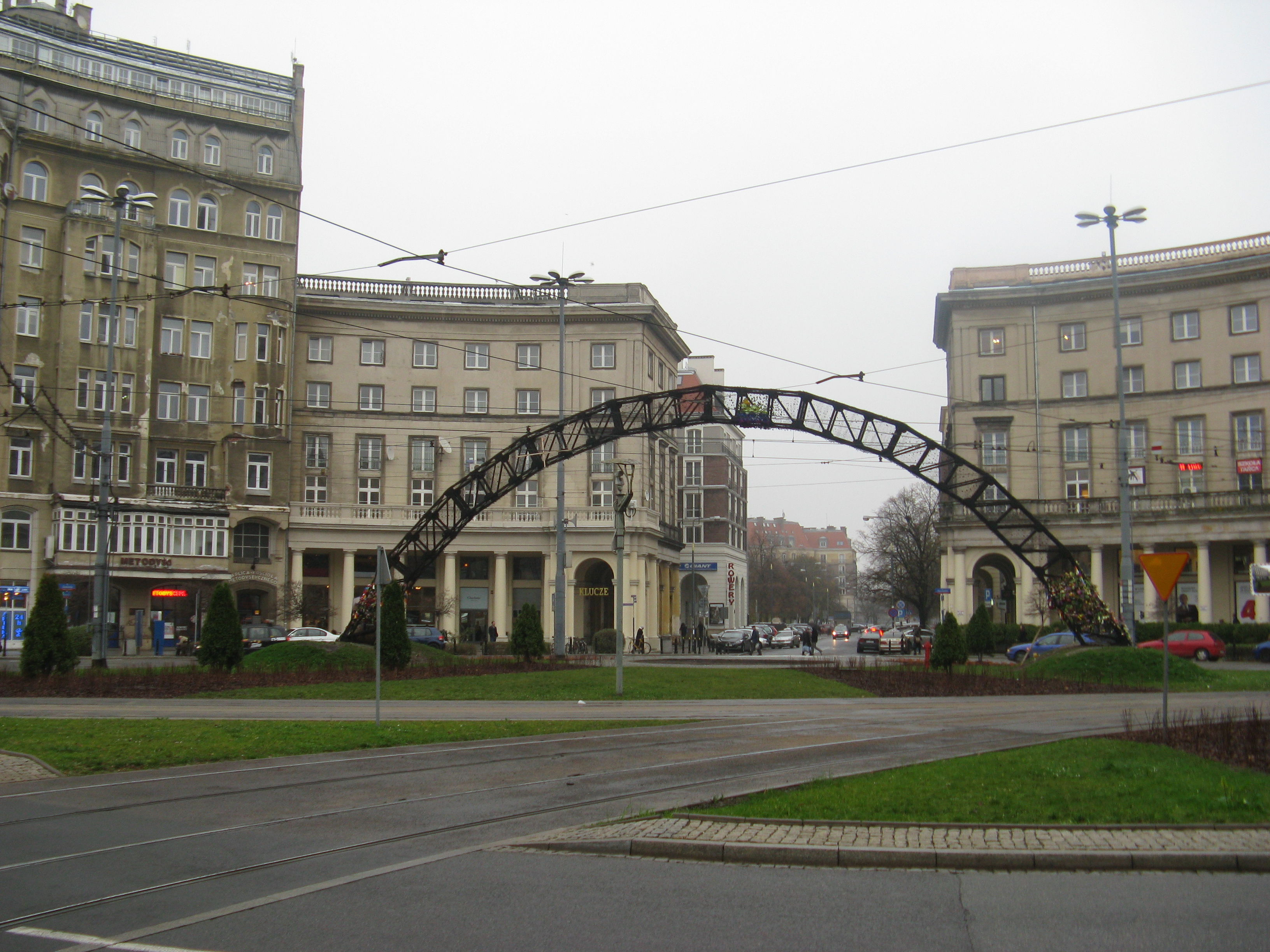
L'arc-en-ciel à la suite de l'incendie de novembre 2013.

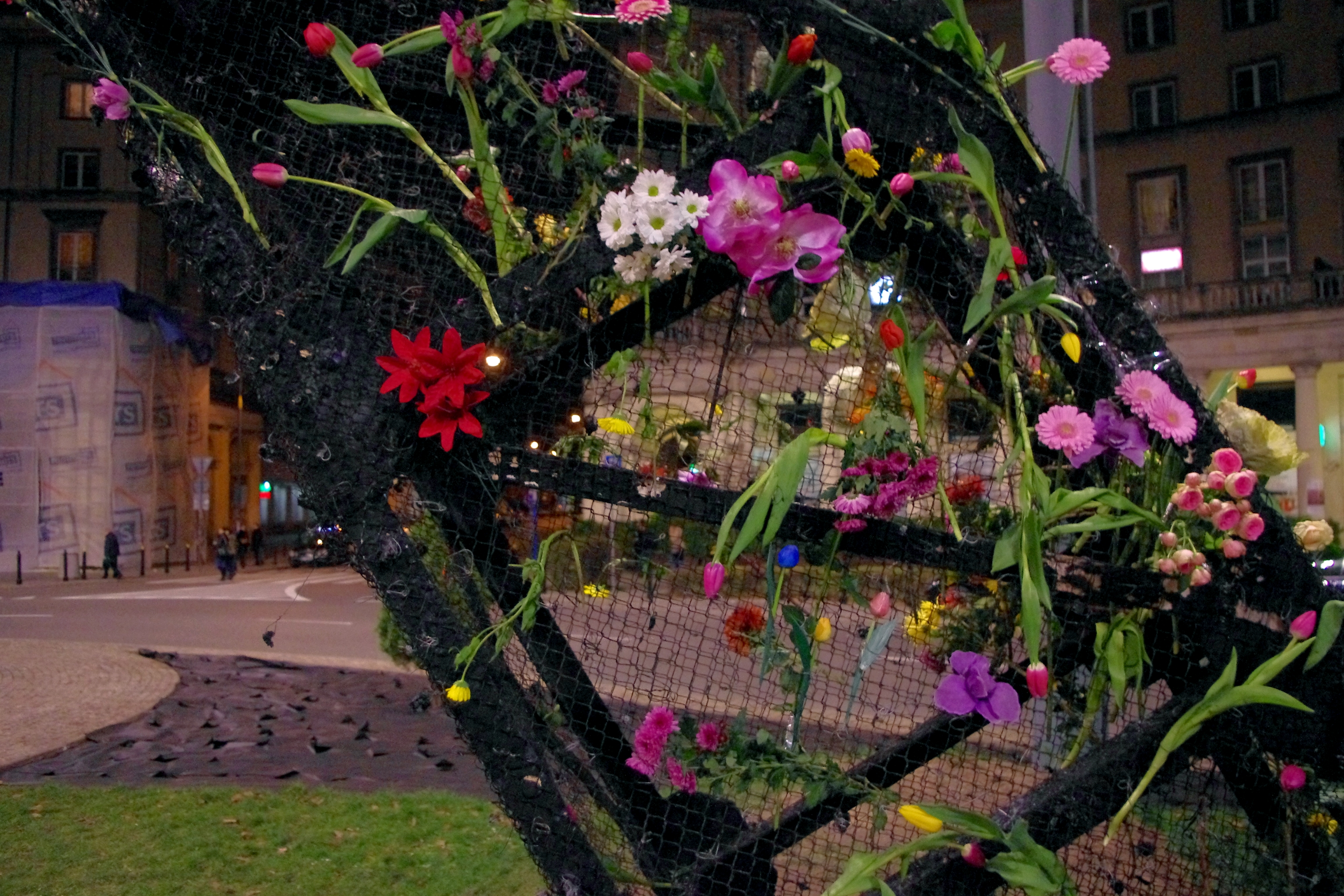
Dépôt de fleurs le 12 novembre 2013.
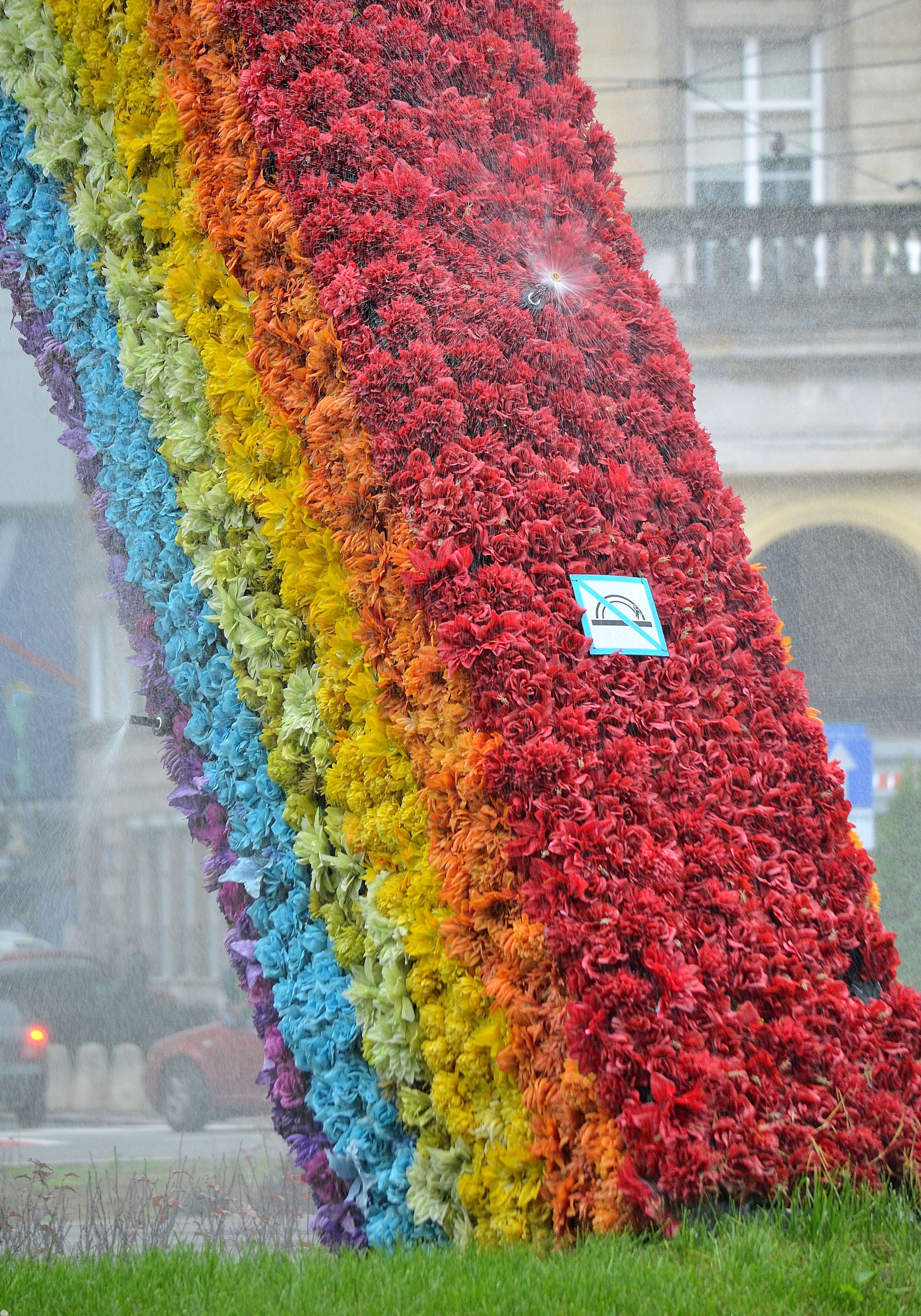
Installation d'une protection.
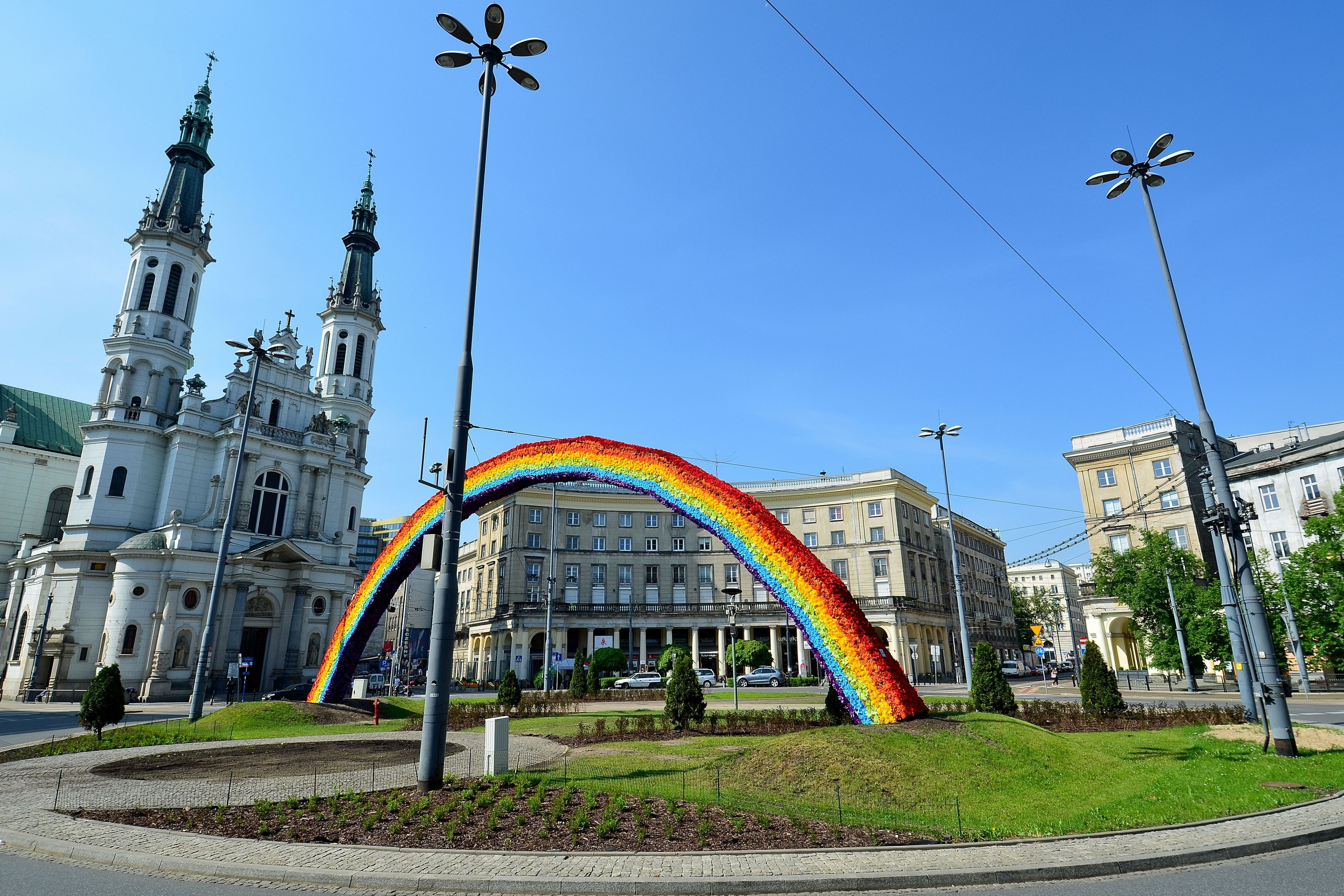
Panorama.